# Sommen

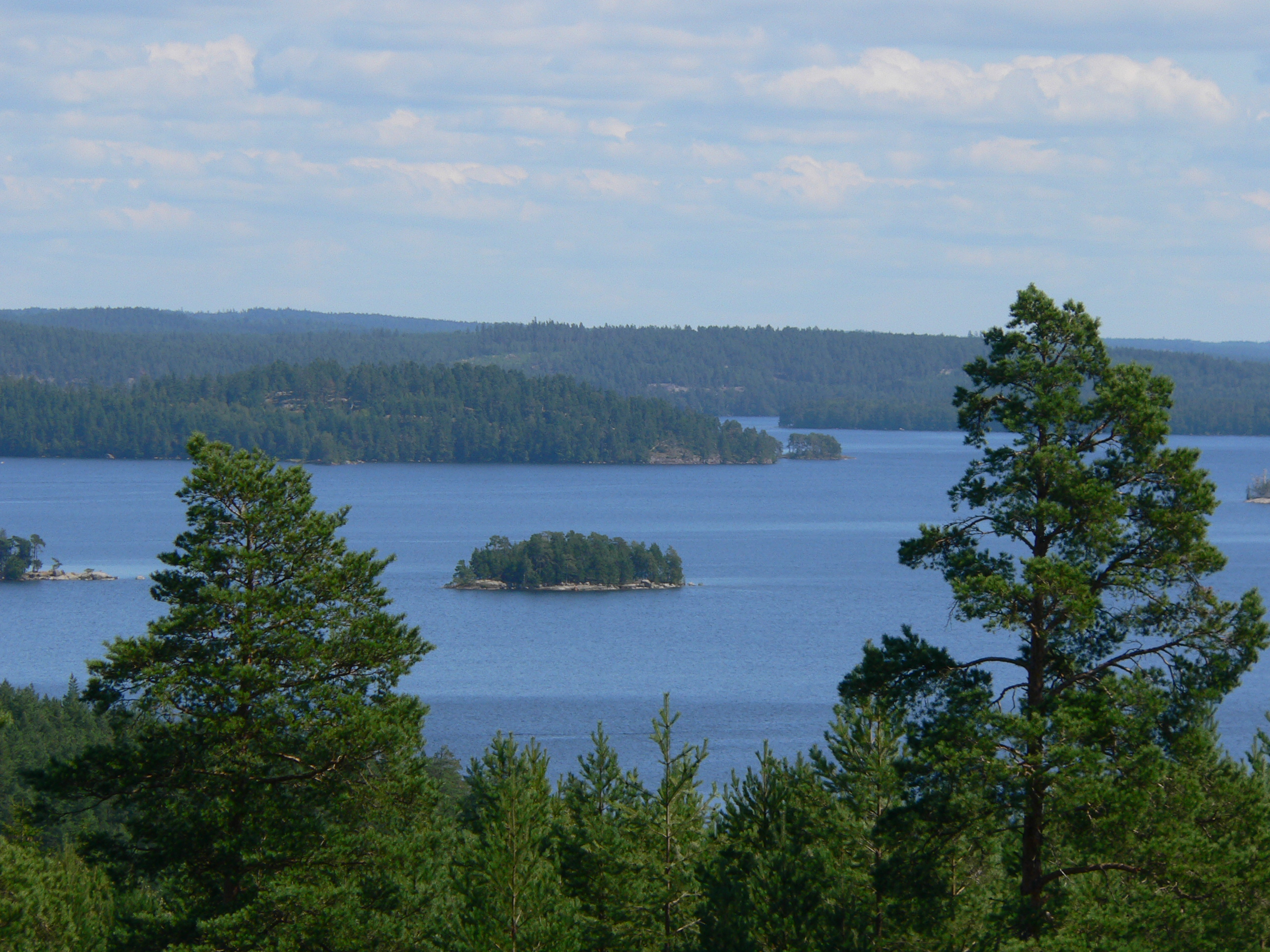
Blick auf den See

Der Sommen ist ein 130 km² großer See in der schwedischen Provinz Östergötland (im Süden an Småland grenzend), etwa 40 km östlich des Vätternsees. Er ist bis zu 53 Meter tief und hat etwa 260 Inseln. Die Länge seiner Uferlinie beträgt etwa 449 km. Der größte Ort am See ist Tranås.
Der See ist bekannt für sein klares, nährstoffarmes Wasser, wobei man bei guten Verhältnissen bis zu 10 Meter in die Tiefe sehen kann. Verbreitet sind Fischarten wie Seesaibling (Salvelinus alpinus), Blaufelchen (Coregonus fera), Forelle (Salmo trutta) und kleine Maräne (Coregonus albula). Auch die Vogelwelt ist reichhaltig, am Ufer brüten z. B. mehrere Fischadler.
Im Laufe der Geschichte fuhren mehrere Dampfschiffe auf dem Sommen, von denen die Boxholm II noch heute in Betrieb ist.

## Die Sommensage
In der Sommensage oder Sage von der Urkuh wird die Entstehung des Sees beschrieben. Eine alte wildgewordene Kuh soll vor langer Zeit ein Loch in die Erde gescharrt haben. Das Loch wurde mit Wasser gefüllt und bildete den heutigen See. Danach soll der Zauberer Some die Kuh in eine Grotte gesperrt haben. Die Sage berichtet weiter, dass die Kuh aus ihrem Gefängnis entflieht sobald ein gekrönter König nach Ydre kommt, der von ihr getötet wird. Dies soll dem dänischen Sagenkönig Frode (Fróði) geschehen sein, als er in die Gegend kam. Die Kuh soll blaue Euter und rote Augen haben.